# (164) Ева
(164) Ева (лат. Eva) — крупный астероид главного пояса, с очень низким альбедо поверхности, которая состоит из простейших углеродно-хондритных пород, характерных для астероидов данного класса. Он был открыт 12 июля 1876 года французскими астрономами братьями Полем и Проспером Анри и назван в честь женщины в авраамических религиях Евы.

Орбита астероида Ева и его положение в Солнечной системе
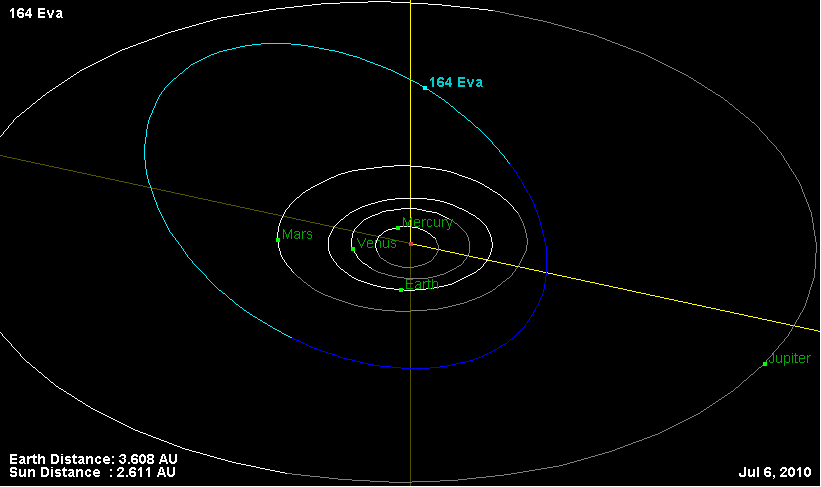
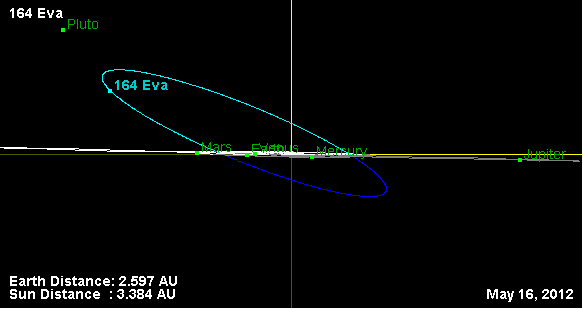

Покрытие звёзд этим астероидом было зафиксировано в 2000 году.